# خاكعلي
خاكعلي (بالفارسية: خاکعلی) هي مدينة تقع في إيران في محافظة قزوين. لغة أهل هذه المدينة هي التركية الأذربيجانية. تقع هذه المدينة في قسم البشاريات من مدينة ابيك. يقدر عدد سكانها بـ 3,146 نسمة .